# مشروع الإنترنت المخفية
مشروع الإنترنت المخفية (بالإنجليزية: Invisible Internet Project)‏ اختصاراً I2P، هو برنامج حر ومجاني يمكن مستخدميه من الاتصال بدون الكشف عن الهوية على شبكة الإنترنت. الشبكة تمكن التطبيقات التي تستخدمها من الحفاظ على خصوصية المستخدم حيث تشمل تطبيقات التصفح المجهول، والدردشة، البريد الإلكتروني والمدونات ومشاركة الملفات. يهدف البرنامج إلى دعم حرية التعبير والرأي وتجاوز حجب المواقع على الأنترنت يمكنك التعبير عن رأيك بحرية دون الخوف من أن تعرف مستخدم البرنامج.
هي شبكة تخفي تؤمن طبقة يمكن أن تستخدمها التطبيقات الحساسة بالنسبة للهوية الشخصية للاتصال بشكل آمن حيث تغطى جميع البيانات بعدة مستويات من التشفير إضافةً لكون الشبكة موزعة وديناميكية بنفس الوقت بدون الاعتماد على أطراف موثوقة.
تتوافر العديد من التطبيقات التي تتخاطب مع I2P وتشمل البريد الإلكتروني، تطبيقات الندّ للندّ، محادثة IRC وغيرها
تمّ البدء بمشروع I2P في العام 2003 لدعم جهود كل من يحاول بناء المجتمع الحرّ وذلك من خلال تأمين نظام تواصل خفيّ، غير قابل للمراقبة وآمن. I2P هي نتاج جهود تضافرت لإنتاج شبكة قليلة التأخير، موزعة بشكل كامل، مستقلة، خفية، مرنة وآمنة. الهدف هو العمل بنجاح ضمن بيئة معادية بالرغم من كون موارد المنظمة المالية أو السياسية تحت الهجوم. كل ما يتعلق بهذه الشبكة مفتوح المصدر ومتوفر بدون أي تكلفة وهذا ما يضمن لمن يستخدمه أن هذه الشبكة تؤدي ما تدعيه، بالإضافة إلى تمكين الآخرين من المشاركة في تطويرها في مواجهة المحاولات العدوانية لخنق الكلمة الحرة.
التخفي ليس شيئاً حديّاً، بمعنى أننا لا نحاول أن نصنع شيئاً «خفياً بالكامل»، ولكن نعمل على أن نجعل الهجمات أكثر وأكثر تكلفةً لمن يريد أن يشنها. I2P هي مزيج من الشبكات قليلة التأخير وهناك حدود للتخفي الموفر بواسطة نظام كهذا، ولكن تطبيقات مثل Syndie، I2P mail و I2PSnark توسع هذا النظام وتوفر المزيد من الوظائف إضافية والحماية.
ما تزال I2P عملاً قيد الإنجاز لا يجب أن يعتمد عليه في الوقت الراهن في التخفي بشكل «مضمون» وذلك بسبب حجم الشبكة الصغير نسبياً وقلة المراجعة الأكاديمية المتوسعة. كما لا تعتبر حالياً منيعةً ضد الهجمات من قبل أشخاص بموارد غير محدودة وقد لاتكون أبداً كذلك، تبعاً للمحدوديات الموروثة من كونها مزيج من الشبكات قليلة التأخير.

## روابط خارجية
- مشروع الإنترنت المخفية على موقع Open Hub (الإنجليزية)
- مشروع الإنترنت المخفية على موقع Free Software Directory (الإنجليزية)
- مشروع الإنترنت المخفية على موقع Framasoft (الفرنسية)
- مشروع الإنترنت المخفية على موقع Google Play (الإنجليزية)
- مشروع الإنترنت المخفية على موقع SourceForge (الإنجليزية)